# 9329 Nikolaimedtner
9329 Nikolaimedtner este un asteroid din centura principală de asteroizi.

## Descriere
9329 Nikolaimedtner este un asteroid din centura principală de asteroizi. A fost descoperit pe 2 martie 1990 la Observatorul La Silla de Eric Walter Elst. Asteroidul prezintă o orbită caracterizată de o semiaxă mare de 2,29 ua, o excentricitate de 0,09 și o înclinație de 6,0° în raport cu ecliptica.